# ATP Tour 2022
Die ATP Tour 2022 war die höchste Wettbewerbsserie im männlichen Profitennis im Jahr 2022 und wurde von der ATP organisiert. Sie bestand aus den vier Grand-Slam-Turnieren (von der ITF betreut) sowie aus den ATP Tour Masters 1000, der ATP Tour 500 und der ATP Tour 250 in absteigender Bedeutung. Darüber hinaus gehörten die ATP Finals, die Next Generation ATP Finals, der Laver Cup, der Davis Cup sowie der ATP Cup dazu. Letztere beiden wurden wie die Grand-Slam-Turniere von der ITF organisiert. Die Sieger der Mixedkonkurrenz wurden bei den Grand-Slam-Turnieren ebenfalls mitaufgeführt. Insgesamt bestand die Tour aus 68 Turnieren.

## Turnierserien
| Anzahl der Turniere nach Turnierserie |
| ------------------------------------- |
| 4 Grand-Slam-Turniere                 |
| ATP Finals Next Generation ATP Finals |
| 8 ATP Tour Masters 1000               |
| 13 ATP Tour 500                       |
| 42 ATP Tour 250                       |
| Davis Cup                             |
| 2 Teamwettbewerbe                     |

## Turnierplan

### Januar
| Datum 1 | Turnier | Sieger                              | Finalgegner                               | Ergebnis                 |
| ------- | --- | ----------------------------------- | ----------------------------------------- | ------------------------ |
| 03.01.  | ATP Cup Sydney, Australien Hartplatz 16 Teams – $ 10.000.000                                                  | Kanada                              | Spanien                                   | 2:0                      |
| 03.01.  | Adelaide International I Adelaide, Australien ATP Tour 250 – Hartplatz 28E / 24D – $ 416.800 / $ 416.800      | Gaël Monfils                        | Karen Chatschanow                         | 6:4, 6:4                 |
| 03.01.  | Adelaide International I Adelaide, Australien ATP Tour 250 – Hartplatz 28E / 24D – $ 416.800 / $ 416.800      | Rohan Bopanna Ramkumar Ramanathan   | Ivan Dodig Marcelo Melo                   | 7:66, 6:1                |
| 03.01.  | Melbourne Summer Set Melbourne, Australien ATP Tour 250 – Hartplatz 28E / 24D – $ 521.000 / $ 521.000         | Rafael Nadal                        | Maxime Cressy                             | 7:66, 6:3                |
| 03.01.  | Melbourne Summer Set Melbourne, Australien ATP Tour 250 – Hartplatz 28E / 24D – $ 521.000 / $ 521.000         | Wesley Koolhof Neal Skupski         | Alexander Nedowessow Aisam-ul-Haq Qureshi | 6:4, 6:4                 |
| 10.01.  | Sydney Tennis Classic Sydney, Australien ATP Tour 250 – Hartplatz 28E / 24D – $ 521.000 / $ 521.000           | Aslan Karazew                       | Andy Murray                               | 6:3, 6:3                 |
| 10.01.  | Sydney Tennis Classic Sydney, Australien ATP Tour 250 – Hartplatz 28E / 24D – $ 521.000 / $ 521.000           | John Peers Filip Polášek            | Simone Bolelli Fabio Fognini              | 7:5, 7:5                 |
| 10.01.  | Adelaide International II Adelaide, Australien ATP Tour 250 – Hartplatz 28E / 24D – $ 430.530 / $ 493.875     | Thanasi Kokkinakis                  | Arthur Rinderknech                        | 6:76, 7:65, 6:3          |
| 10.01.  | Adelaide International II Adelaide, Australien ATP Tour 250 – Hartplatz 28E / 24D – $ 430.530 / $ 493.875     | Wesley Koolhof Neal Skupski         | Ariel Behar Gonzalo Escobar               | 7:65, 6:4                |
| 17.01.  | Australian Open Melbourne, Australien Grand Slam – Hartplatz 128E / 64D / 32MX – A$ 75.000.000                | Rafael Nadal                        | Daniil Medwedew                           | 2:6, 6:75, 6:4, 6:4, 7:5 |
| 17.01.  | Australian Open Melbourne, Australien Grand Slam – Hartplatz 128E / 64D / 32MX – A$ 75.000.000                | Thanasi Kokkinakis Nick Kyrgios     | Matthew Ebden Max Purcell                 | 7:5, 6:4                 |
| 17.01.  | Australian Open Melbourne, Australien Grand Slam – Hartplatz 128E / 64D / 32MX – A$ 75.000.000                | Kristina Mladenovic Ivan Dodig      | Jaimee Fourlis Jason Kubler               | 6:3, 6:4                 |
| 31.01.  | Córdoba Open Córdoba, Argentinien ATP Tour 250 – Sand 28E / 16D – $ 430.530 / $ 493.875                       | Albert Ramos Viñolas                | Alejandro Tabilo                          | 4:6, 6:3, 6:4            |
| 31.01.  | Córdoba Open Córdoba, Argentinien ATP Tour 250 – Sand 28E / 16D – $ 430.530 / $ 493.875                       | Santiago González Andrés Molteni    | Andrej Martin Sam Weissborn               | 7:5, 6:3                 |
| 31.01.  | Open Sud de France Montpellier, Frankreich ATP Tour 250 – Hartplatz (Halle) 28E / 16D – € 427.645 / € 490.990 | Alexander Bublik                    | Alexander Zverev                          | 6:4, 6:3                 |
| 31.01.  | Open Sud de France Montpellier, Frankreich ATP Tour 250 – Hartplatz (Halle) 28E / 16D – € 427.645 / € 490.990 | Pierre-Hugues Herbert Nicolas Mahut | Lloyd Glasspool Harri Heliövaara          | 4:6, 7:63, [12:10]       |
| 31.01.  | Tata Open Maharashtra Pune, Indien ATP Tour 250 – Hartplatz 28E / 16D – $ 430.530 / $ 493.875                 | João Sousa                          | Emil Ruusuvuori                           | 7:69, 4:6, 6:1           |
| 31.01.  | Tata Open Maharashtra Pune, Indien ATP Tour 250 – Hartplatz 28E / 16D – $ 430.530 / $ 493.875                 | Rohan Bopanna Ramkumar Ramanathan   | Luke Saville John-Patrick Smith           | 6:710, 6:3, [10:6]       |

### Februar
| Datum 1 | Turnier | Sieger                             | Finalgegner                               | Ergebnis                        |
| ------- | --- | ---------------------------------- | ----------------------------------------- | ------------------------------- |
| 07.02.  | ABN AMRO World Tennis Tournament Rotterdam, Niederlande ATP Tour 500 – Hartplatz (Halle) 32E / 16D – € 1.208.315 / € 1.349.070          | Félix Auger-Aliassime              | Stefanos Tsitsipas                        | 6:4, 6:2                        |
| 07.02.  | ABN AMRO World Tennis Tournament Rotterdam, Niederlande ATP Tour 500 – Hartplatz (Halle) 32E / 16D – € 1.208.315 / € 1.349.070          | Robin Haase Matwé Middelkoop       | Lloyd Harris Tim Pütz                     | 4:6, 7:65, [10:5]               |
| 07.02.  | Argentina Open Buenos Aires, Argentinien ATP Tour 250 – Sand 28E / 16D – $ 602.250 / $ 686.700                                          | Casper Ruud                        | Diego Schwartzman                         | 5:7, 6:2, 6:3                   |
| 07.02.  | Argentina Open Buenos Aires, Argentinien ATP Tour 250 – Sand 28E / 16D – $ 602.250 / $ 686.700                                          | Santiago González Andrés Molteni   | Fabio Fognini Horacio Zeballos            | 6:1, 6:1                        |
| 07.02.  | Dallas Open Dallas, Vereinigte Staaten ATP Tour 250 – Hartplatz (Halle) 28E / 16D – $ 708.530 / $ 792.980                               | Reilly Opelka                      | Jenson Brooksby                           | 7:65, 7:63                      |
| 07.02.  | Dallas Open Dallas, Vereinigte Staaten ATP Tour 250 – Hartplatz (Halle) 28E / 16D – $ 708.530 / $ 792.980                               | Marcelo Arévalo Jean-Julien Rojer  | Lloyd Glasspool Harri Heliövaara          | 7:64, 6:4                       |
| 14.02.  | Rio Open Rio de Janeiro, Brasilien ATP Tour 500 – Sand 28E / 16D – $ 1.660.290 / $ 1.815.115                                            | Carlos Alcaraz                     | Diego Schwartzman                         | 6:4, 6:2                        |
| 14.02.  | Rio Open Rio de Janeiro, Brasilien ATP Tour 500 – Sand 28E / 16D – $ 1.660.290 / $ 1.815.115                                            | Simone Bolelli Fabio Fognini       | Jamie Murray Bruno Soares                 | 7:5, 6:72, [10:6]               |
| 14.02.  | Delray Beach Open Delray Beach, Vereinigte Staaten ATP Tour 250 – Hartplatz 28E / 16D – $ 593.895 / $ 664.275                           | Cameron Norrie                     | Reilly Opelka                             | 7:61, 7:64                      |
| 14.02.  | Delray Beach Open Delray Beach, Vereinigte Staaten ATP Tour 250 – Hartplatz 28E / 16D – $ 593.895 / $ 664.275                           | Marcelo Arévalo Jean-Julien Rojer  | Alexander Nedowessow Aisam-ul-Haq Qureshi | 6:2, 6:75, [10:4]               |
| 14.02.  | Qatar ExxonMobil Open Doha, Katar ATP Tour 250 – Hartplatz 28E / 16D – $ 1.071.030 / $ 1.176.595                                        | Roberto Bautista Agut              | Nikolos Bassilaschwili                    | 6:3, 6:4                        |
| 14.02.  | Qatar ExxonMobil Open Doha, Katar ATP Tour 250 – Hartplatz 28E / 16D – $ 1.071.030 / $ 1.176.595                                        | Wesley Koolhof Neal Skupski        | Rohan Bopanna Denis Shapovalov            | 7:64, 6:1                       |
| 14.02.  | Open 13 Provence Marseille, Frankreich ATP Tour 250 – Hartplatz (Halle) 28E / 16D – € 545.200 / € 622.610                               | Andrei Rubljow                     | Félix Auger-Aliassime                     | 7:5, 7:64                       |
| 14.02.  | Open 13 Provence Marseille, Frankreich ATP Tour 250 – Hartplatz (Halle) 28E / 16D – € 545.200 / € 622.610                               | Denys Moltschanow Andrei Rubljow   | Raven Klaasen Ben McLachlan               | 4:6, 7:5, [10:7]                |
| 21.02.  | Abierto Mexicano Telcel Acapulco, Mexiko ATP Tour 500 – Hartplatz 32E / 16D – $ 1.678.065 / $ 1.832.890                                 | Rafael Nadal                       | Cameron Norrie                            | 6:4, 6:4                        |
| 21.02.  | Abierto Mexicano Telcel Acapulco, Mexiko ATP Tour 500 – Hartplatz 32E / 16D – $ 1.678.065 / $ 1.832.890                                 | Feliciano López Stefanos Tsitsipas | Marcelo Arévalo Jean-Julien Rojer         | 7:5, 6:4                        |
| 21.02.  | Dubai Duty Free Tennis Championships Dubai, Vereinigte Arabische Emirate ATP Tour 500 – Hartplatz 32E / 16D – $ 2.794.840 / $ 2.949.665 | Andrei Rubljow                     | Jiří Veselý                               | 6:3, 6:4                        |
| 21.02.  | Dubai Duty Free Tennis Championships Dubai, Vereinigte Arabische Emirate ATP Tour 500 – Hartplatz 32E / 16D – $ 2.794.840 / $ 2.949.665 | Tim Pütz Michael Venus             | Nikola Mektić Mate Pavić                  | 6:3, 6:75, [16:14]              |
| 21.02.  | Chile Dove Men+Care Open Santiago de Chile, Chile ATP Tour 250 – Sand 28E / 16D – $ 475.960 / $ 546.340                                 | Pedro Martínez                     | Sebastián Báez                            | 4:6, 6:4, 6:4                   |
| 21.02.  | Chile Dove Men+Care Open Santiago de Chile, Chile ATP Tour 250 – Sand 28E / 16D – $ 475.960 / $ 546.340                                 | Rafael Matos Felipe Meligeni Alves | André Göransson Nathaniel Lammons         | 7:68, 7:63                      |
| 28.02.  | Davis Cup – Qualifikationsrunde | Davis Cup – Qualifikationsrunde    | Davis Cup – Qualifikationsrunde           | Davis Cup – Qualifikationsrunde |

### März
| Datum 1 | Turnier | Sieger                    | Finalgegner                              | Ergebnis  |
| ------- | --- | ------------------------- | ---------------------------------------- | --------- |
| 07.03.  | BNP Paribas Open Indian Wells, Vereinigte Staaten ATP Tour Masters 1000 – Hartplatz 96E / 32D – $ 8.584.055 / $ 9.554.920 | Taylor Fritz              | Rafael Nadal                             | 6:3, 7:65 |
| 07.03.  | BNP Paribas Open Indian Wells, Vereinigte Staaten ATP Tour Masters 1000 – Hartplatz 96E / 32D – $ 8.584.055 / $ 9.554.920 | John Isner Jack Sock      | Santiago González Édouard Roger-Vasselin | 7:64, 6:3 |
| 21.03.  | Miami Open Miami, Vereinigte Staaten ATP Tour Masters 1000 – Hartplatz 96E / 32D – $ 8.584.055 / $ 9.554.920              | Carlos Alcaraz            | Casper Ruud                              | 7:5, 6:4  |
| 21.03.  | Miami Open Miami, Vereinigte Staaten ATP Tour Masters 1000 – Hartplatz 96E / 32D – $ 8.584.055 / $ 9.554.920              | Hubert Hurkacz John Isner | Wesley Koolhof Neal Skupski              | 7:65, 6:4 |

### April
| Datum 1 | Turnier | Sieger                            | Finalgegner                       | Ergebnis           |
| ------- | --- | --------------------------------- | --------------------------------- | ------------------ |
| 04.04.  | Fayez Sarofim & Co. US Men’s Clay Court Championship Houston, Vereinigte Staaten ATP Tour 250 – Sand 28E / 16D – $ 594.950 / $ 665.330 | Reilly Opelka                     | John Isner                        | 6:3, 7:67          |
| 04.04.  | Fayez Sarofim & Co. US Men’s Clay Court Championship Houston, Vereinigte Staaten ATP Tour 250 – Sand 28E / 16D – $ 594.950 / $ 665.330 | Matthew Ebden Max Purcell         | Ivan Sabanov Matej Sabanov        | 6:3, 6:3           |
| 04.04.  | Grand Prix Hassan II Marrakesch, Marokko ATP Tour 250 – Sand 32E / 16D – € 534.555 / € 597.900                                         | David Goffin                      | Alex Molčan                       | 3:6, 6:3, 6:3      |
| 04.04.  | Grand Prix Hassan II Marrakesch, Marokko ATP Tour 250 – Sand 32E / 16D – € 534.555 / € 597.900                                         | Rafael Matos David Vega Hernández | Andrea Vavassori Jan Zieliński    | 6:1, 7:5           |
| 11.04.  | Rolex Monte-Carlo Masters Monte-Carlo, Monaco ATP Tour Masters 1000 – Sand 56E / 28D – € 5.415.410 / € 5.802.475                       | Stefanos Tsitsipas                | Alejandro Davidovich Fokina       | 6:3, 7:63          |
| 11.04.  | Rolex Monte-Carlo Masters Monte-Carlo, Monaco ATP Tour Masters 1000 – Sand 56E / 28D – € 5.415.410 / € 5.802.475                       | Rajeev Ram Joe Salisbury          | Juan Sebastián Cabal Robert Farah | 6:4, 3:6, [10:7]   |
| 18.04.  | Barcelona Open Banc Sabadell Barcelona, Spanien ATP Tour 500 – Sand 48E / 16D – € 2.661.825 / € 2.802.580                              | Carlos Alcaraz                    | Pablo Carreño Busta               | 6:3, 6:2           |
| 18.04.  | Barcelona Open Banc Sabadell Barcelona, Spanien ATP Tour 500 – Sand 48E / 16D – € 2.661.825 / € 2.802.580                              | Kevin Krawietz Andreas Mies       | Wesley Koolhof Neal Skupski       | 6:73, 7:65, [10:6] |
| 18.04.  | Serbia Open Belgrad, Serbien ATP Tour 250 – Sand 28E / 16D – € 534.555 / € 597.900                                                     | Andrei Rubljow                    | Novak Đoković                     | 6:2, 6:74, 6:0     |
| 18.04.  | Serbia Open Belgrad, Serbien ATP Tour 250 – Sand 28E / 16D – € 534.555 / € 597.900                                                     | Ariel Behar Gonzalo Escobar       | Nikola Mektić Mate Pavić          | 6:2, 3:6, [10:7]   |
| 25.04.  | Millennium Estoril Open Cascais, Portugal ATP Tour 250 – Sand 28E / 16D – € 534.555 / € 597.900                                        | Sebastián Báez                    | Frances Tiafoe                    | 6:3, 6:2           |
| 25.04.  | Millennium Estoril Open Cascais, Portugal ATP Tour 250 – Sand 28E / 16D – € 534.555 / € 597.900                                        | Nuno Borges Francisco Cabral      | Máximo González André Göransson   | 6:2, 6:3           |
| 25.04.  | BMW Open München, Deutschland ATP Tour 250 – Sand 28E / 16D – € 534.555 / € 597.900                                                    | Holger Rune                       | Botic van de Zandschulp           | 3:4 aufgg.         |
| 25.04.  | BMW Open München, Deutschland ATP Tour 250 – Sand 28E / 16D – € 534.555 / € 597.900                                                    | Kevin Krawietz Andreas Mies       | Rafael Matos David Vega Hernández | 4:6, 6:4, [10:7]   |

### Mai
| Datum 1 | Turnier | Sieger                            | Finalgegner                       | Ergebnis           |
| ------- | --- | --------------------------------- | --------------------------------- | ------------------ |
| 02.05.  | Mutua Madrid Open Madrid, Spanien ATP Tour Masters 1000 – Sand 56E / 28D – € 6.744.165 / € 7.499.290       | Carlos Alcaraz                    | Alexander Zverev                  | 6:3, 6:1           |
| 02.05.  | Mutua Madrid Open Madrid, Spanien ATP Tour Masters 1000 – Sand 56E / 28D – € 6.744.165 / € 7.499.290       | Wesley Koolhof Neal Skupski       | Juan Sebastián Cabal Robert Farah | 6:74, 6:4, [10:5]  |
| 09.05.  | Internazionali BNL d’Italia Rom, Italien ATP Tour Masters 1000 – Sand 56E / 32D – 5.415.410 / € 6.008.275  | Novak Đoković                     | Stefanos Tsitsipas                | 6:0, 7:65          |
| 09.05.  | Internazionali BNL d’Italia Rom, Italien ATP Tour Masters 1000 – Sand 56E / 32D – 5.415.410 / € 6.008.275  | Nikola Mektić Mate Pavić          | John Isner Diego Schwartzman      | 6:2, 6:76, [12:10] |
| 16.05.  | Gonet Geneva Open Genf, Schweiz ATP Tour 250 – Sand 28E / 16D – € 534.555 / € 597.900                      | Casper Ruud                       | João Sousa                        | 7:63, 4:6, 7:61    |
| 16.05.  | Gonet Geneva Open Genf, Schweiz ATP Tour 250 – Sand 28E / 16D – € 534.555 / € 597.900                      | Nikola Mektić Mate Pavić          | Pablo Andújar Matwé Middelkoop    | 2:6, 6:2, [10:3]   |
| 16.05.  | Open Parc Auvergne-Rhône-Alpes Lyon Lyon, Frankreich ATP Tour 250 – Sand 28E / 16D – € 534.555 / € 597.900 | Cameron Norrie                    | Alex Molčan                       | 6:3, 6:73, 6:1     |
| 16.05.  | Open Parc Auvergne-Rhône-Alpes Lyon Lyon, Frankreich ATP Tour 250 – Sand 28E / 16D – € 534.555 / € 597.900 | Ivan Dodig Austin Krajicek        | Máximo González Marcelo Melo      | 6:3, 6:4           |
| 23.05.  | Roland Garros Paris, Frankreich Grand Slam – Sand 128E / 64D / 32MX – € 43.800.000                         | Rafael Nadal                      | Casper Ruud                       | 6:3, 6:3, 6:0      |
| 23.05.  | Roland Garros Paris, Frankreich Grand Slam – Sand 128E / 64D / 32MX – € 43.800.000                         | Marcelo Arévalo Jean-Julien Rojer | Ivan Dodig Austin Krajicek        | 6:74, 7:65, 6:3    |
| 23.05.  | Roland Garros Paris, Frankreich Grand Slam – Sand 128E / 64D / 32MX – € 43.800.000                         | Ena Shibahara Wesley Koolhof      | Ulrikke Eikeri Joran Vliegen      | 7:65, 6:2          |

### Juni
| Datum 1 | Turnier | Sieger                             | Finalgegner                      | Ergebnis                   |
| ------- | --- | ---------------------------------- | -------------------------------- | -------------------------- |
| 06.06.  | Libéma Open ’s-Hertogenbosch, Niederlande ATP Tour 250 – Rasen 28E / 16D – € 648.130 / € 725.540                            | Tim van Rijthoven                  | Daniil Medwedew                  | 6:4, 6:1                   |
| 06.06.  | Libéma Open ’s-Hertogenbosch, Niederlande ATP Tour 250 – Rasen 28E / 16D – € 648.130 / € 725.540                            | Wesley Koolhof Neal Skupski        | Matthew Ebden Max Purcell        | 4:6, 7:5, [10:6]           |
| 06.06.  | Boss Open Stuttgart, Deutschland ATP Tour 250 – Rasen 28E / 16D – € 692.235 / € 769.645                                     | Matteo Berrettini                  | Andy Murray                      | 6:4, 5:7, 6:3              |
| 06.06.  | Boss Open Stuttgart, Deutschland ATP Tour 250 – Rasen 28E / 16D – € 692.235 / € 769.645                                     | Hubert Hurkacz Mate Pavić          | Tim Pütz Michael Venus           | 7:63, 7:65                 |
| 13.06.  | Terra Wortmann Open Halle, Deutschland ATP Tour 500 – Rasen 32E / 16D – € 2.134.520 / € 2.275.275                           | Hubert Hurkacz                     | Daniil Medwedew                  | 6:1, 6:4                   |
| 13.06.  | Terra Wortmann Open Halle, Deutschland ATP Tour 500 – Rasen 32E / 16D – € 2.134.520 / € 2.275.275                           | Marcel Granollers Horacio Zeballos | Tim Pütz Michael Venus           | 6:4, 6:75, [14:12]         |
| 13.06.  | Cinch Championships London, Vereinigtes Königreich ATP Tour 500 – Rasen 32E / 16D – € 2.134.520 / € 2.275.275               | Matteo Berrettini                  | Filip Krajinović                 | 7:5, 6:4                   |
| 13.06.  | Cinch Championships London, Vereinigtes Königreich ATP Tour 500 – Rasen 32E / 16D – € 2.134.520 / € 2.275.275               | Nikola Mektić Mate Pavić           | Lloyd Glasspool Harri Heliövaara | 3:6, 7:63, [10:6]          |
| 20.06.  | Rothesay International Eastbourne Eastbourne, Vereinigtes Königreich ATP Tour 250 – Rasen 28E / 16D – € 697.405 / € 760.750 | Taylor Fritz                       | Maxime Cressy                    | 6:2, 6:74, 7:64            |
| 20.06.  | Rothesay International Eastbourne Eastbourne, Vereinigtes Königreich ATP Tour 250 – Rasen 28E / 16D – € 697.405 / € 760.750 | Nikola Mektić Mate Pavić           | Matwé Middelkoop Luke Saville    | 6:4, 6:2                   |
| 20.06.  | Mallorca Championships Santa Ponça, Spanien ATP Tour 250 – Rasen 28E / 16D – € 886.500 / € 951.745                          | Stefanos Tsitsipas                 | Roberto Bautista Agut            | 6:4, 3:6, 7:62             |
| 20.06.  | Mallorca Championships Santa Ponça, Spanien ATP Tour 250 – Rasen 28E / 16D – € 886.500 / € 951.745                          | Rafael Matos David Vega Hernández  | Ariel Behar Gonzalo Escobar      | 7:65, 6:76, [10:1]         |
| 28.06.  | Wimbledon London, Vereinigtes Königreich Grand Slam – Rasen 128E / 64D / 48MX – £ 39.900.000                                | Novak Đoković                      | Nick Kyrgios                     | 4:6, 6:3, 6:4, 7:63        |
| 28.06.  | Wimbledon London, Vereinigtes Königreich Grand Slam – Rasen 128E / 64D / 48MX – £ 39.900.000                                | Matthew Ebden Max Purcell          | Nikola Mektić Mate Pavić         | 7:65, 6:73, 4:6, 6:4, 7:62 |
| 28.06.  | Wimbledon London, Vereinigtes Königreich Grand Slam – Rasen 128E / 64D / 48MX – £ 39.900.000                                | Desirae Krawczyk Neal Skupski      | Samantha Stosur Matthew Ebden    | 6:4, 6:3                   |

### Juli
| Datum 1 | Turnier | Sieger                            | Finalgegner                      | Ergebnis          |
| ------- | --- | --------------------------------- | -------------------------------- | ----------------- |
| 11.07.  | Nordea Open Båstad, Schweden ATP Tour 250 – Sand 28E / 16D – € 534.555 / € 597.900                           | Francisco Cerúndolo               | Sebastián Báez                   | 7:64, 6:2         |
| 11.07.  | Nordea Open Båstad, Schweden ATP Tour 250 – Sand 28E / 16D – € 534.555 / € 597.900                           | Rafael Matos David Vega Hernández | Simone Bolelli Fabio Fognini     | 6:4, 3:6, [13:11] |
| 11.07.  | Infosys Hall of Fame Open Newport, Vereinigte Staaten ATP Tour 250 – Rasen 28E / 16D – $ 594.950 / $ 665.330 | Maxime Cressy                     | Alexander Bublik                 | 2:6, 6:3, 7:63    |
| 11.07.  | Infosys Hall of Fame Open Newport, Vereinigte Staaten ATP Tour 250 – Rasen 28E / 16D – $ 594.950 / $ 665.330 | William Blumberg Steve Johnson    | Raven Klaasen Marcelo Melo       | 6:4, 7:5          |
| 18.07.  | Hamburg European Open Hamburg, Deutschland ATP Tour 500 – Sand 32E / 16D – € 1.770.865 / € 1.911.620         | Lorenzo Musetti                   | Carlos Alcaraz                   | 6:4, 6:76, 6:4    |
| 18.07.  | Hamburg European Open Hamburg, Deutschland ATP Tour 500 – Sand 32E / 16D – € 1.770.865 / € 1.911.620         | Lloyd Glasspool Harri Heliövaara  | Rohan Bopanna Matwé Middelkoop   | 6:2, 6:4          |
| 18.07.  | EFG Swiss Open Gstaad Gstaad, Schweiz ATP Tour 250 – Sand 28E / 16D – € 534.555 / € 597.900                  | Casper Ruud                       | Matteo Berrettini                | 4:6, 7:64, 6:2    |
| 18.07.  | EFG Swiss Open Gstaad Gstaad, Schweiz ATP Tour 250 – Sand 28E / 16D – € 534.555 / € 597.900                  | Tomislav Brkić Francisco Cabral   | Robin Haase Philipp Oswald       | 6:4, 6:4          |
| 25.07.  | Atlanta Open Atlanta, Vereinigte Staaten ATP Tour 250 – Hartplatz 28E / 16D – $ 708.530 / $ 792.980          | Alex de Minaur                    | Jenson Brooksby                  | 6:3, 6:3          |
| 25.07.  | Atlanta Open Atlanta, Vereinigte Staaten ATP Tour 250 – Hartplatz 28E / 16D – $ 708.530 / $ 792.980          | Thanasi Kokkinakis Nick Kyrgios   | Jason Kubler John Peers          | 7:64, 7:5         |
| 25.07.  | Generali Open Kitzbühel, Österreich ATP Tour 250 – Sand 28E / 16D – € 534.555 / € 597.900                    | Roberto Bautista Agut             | Filip Misolic                    | 6:2, 6:2          |
| 25.07.  | Generali Open Kitzbühel, Österreich ATP Tour 250 – Sand 28E / 16D – € 534.555 / € 597.900                    | Pedro Martínez Lorenzo Sonego     | Tim Pütz Michael Venus           | 5:7, 6:4, [10:8]  |
| 25.07.  | Plava Laguna Croatia Open Umag Umag, Kroatien ATP Tour 250 – Sand 28E / 16D – € 534.555 / € 597.900          | Jannik Sinner                     | Carlos Alcaraz                   | 6:75, 6:1, 6:1    |
| 25.07.  | Plava Laguna Croatia Open Umag Umag, Kroatien ATP Tour 250 – Sand 28E / 16D – € 534.555 / € 597.900          | Simone Bolelli Fabio Fognini      | Lloyd Glasspool Harri Heliövaara | 5:7, 7:66, [10:7] |

### August
| Datum 1 | Turnier | Sieger                             | Finalgegner                             | Ergebnis            |
| ------- | --- | ---------------------------------- | --------------------------------------- | ------------------- |
| 01.08.  | Citi Open Washington, D.C., Vereinigte Staaten ATP Tour 500 – Hartplatz 48E / 16D – $ 1.953.285 / $ 2.108.110                  | Nick Kyrgios                       | Yoshihito Nishioka                      | 6:4, 6:3            |
| 01.08.  | Citi Open Washington, D.C., Vereinigte Staaten ATP Tour 500 – Hartplatz 48E / 16D – $ 1.953.285 / $ 2.108.110                  | Nick Kyrgios Jack Sock             | Ivan Dodig Austin Krajicek              | 7:5, 6:4            |
| 01.08.  | Abierto de Tenis Mifel Cabo San Lucas, Mexiko ATP Tour 250 – Hartplatz 28E / 16D – $ 822.110 / $ 920.625                       | Daniil Medwedew                    | Cameron Norrie                          | 7:5, 6:0            |
| 01.08.  | Abierto de Tenis Mifel Cabo San Lucas, Mexiko ATP Tour 250 – Hartplatz 28E / 16D – $ 822.110 / $ 920.625                       | William Blumberg Miomir Kecmanović | Raven Klaasen Marcelo Melo              | 6:0, 6:1            |
| 07.08.  | National Bank Open Montreal, Kanada ATP Tour Masters 1000 – Hartplatz 56E / 28D – $ 5.926.545 / $ 6.573.785                    | Pablo Carreño Busta                | Hubert Hurkacz                          | 3:6, 6:3, 6:3       |
| 07.08.  | National Bank Open Montreal, Kanada ATP Tour Masters 1000 – Hartplatz 56E / 28D – $ 5.926.545 / $ 6.573.785                    | Wesley Koolhof Neal Skupski        | Daniel Evans John Peers                 | 6:2, 4:6, [10:6]    |
| 14.08.  | Western & Southern Open Cincinnati, Vereinigte Staaten ATP Tour Masters 1000 – Hartplatz 56E / 28D – $ 6.280.880 / $ 6.971.275 | Borna Ćorić                        | Stefanos Tsitsipas                      | 7:60, 6:2           |
| 14.08.  | Western & Southern Open Cincinnati, Vereinigte Staaten ATP Tour Masters 1000 – Hartplatz 56E / 28D – $ 6.280.880 / $ 6.971.275 | Rajeev Ram Joe Salisbury           | Tim Pütz Michael Venus                  | 7:64, 7:65          |
| 21.08.  | Winston-Salem Open Winston-Salem, Vereinigte Staaten ATP Tour 250 – Hartplatz 48E / 16D – $ 713.635 / $ 731.935                | Adrian Mannarino                   | Laslo Đere                              | 7:61, 6:4           |
| 21.08.  | Winston-Salem Open Winston-Salem, Vereinigte Staaten ATP Tour 250 – Hartplatz 48E / 16D – $ 713.635 / $ 731.935                | Matthew Ebden Jamie Murray         | Hugo Nys Jan Zieliński                  | 6:4, 6:2            |
| 29.08.  | US Open New York, Vereinigte Staaten Grand Slam – Hartplatz 128E / 64D / 32MX – $ 60.102.000                                   | Carlos Alcaraz                     | Casper Ruud                             | 6:4, 2:6, 7:61, 6:3 |
| 29.08.  | US Open New York, Vereinigte Staaten Grand Slam – Hartplatz 128E / 64D / 32MX – $ 60.102.000                                   | Rajeev Ram Joe Salisbury           | Wesley Koolhof Neal Skupski             | 7:64, 7:5           |
| 29.08.  | US Open New York, Vereinigte Staaten Grand Slam – Hartplatz 128E / 64D / 32MX – $ 60.102.000                                   | Storm Sanders John Peers           | Kirsten Flipkens Édouard Roger-Vasselin | 4:6, 6:4, [10:7]    |

### September
| Datum 1 | Turnier | Sieger                            | Finalgegner                                  | Ergebnis                 |
| ------- | --- | --------------------------------- | -------------------------------------------- | ------------------------ |
| 12.09.  | Davis Cup – Gruppenphase                                                                                     | Davis Cup – Gruppenphase          | Davis Cup – Gruppenphase                     | Davis Cup – Gruppenphase |
| 19.09.  | Moselle Open Metz, Frankreich ATP Tour 250 – Hartplatz (Halle) 28E / 16D – € 534.555 / € 597.900             | Lorenzo Sonego                    | Alexander Bublik                             | 7:63, 6:2                |
| 19.09.  | Moselle Open Metz, Frankreich ATP Tour 250 – Hartplatz (Halle) 28E / 16D – € 534.555 / € 597.900             | Hugo Nys Jan Zieliński            | Lloyd Glasspool Harri Heliövaara             | 7:65, 6:4                |
| 19.09.  | San Diego Open San Diego, Vereinigte Staaten ATP Tour 250 – Hartplatz 28E / 16D – $ 612.000 / $ 612.000      | Brandon Nakashima                 | Marcos Giron                                 | 6:4, 6:4                 |
| 19.09.  | San Diego Open San Diego, Vereinigte Staaten ATP Tour 250 – Hartplatz 28E / 16D – $ 612.000 / $ 612.000      | Nathaniel Lammons Jackson Withrow | Jason Kubler Luke Saville                    | 7:65, 6:2                |
| 19.09.  | Laver Cup London, Vereinigtes Königreich Hartplatz (Halle) 2 Teams                                           | Team Welt                         | Team Europa                                  | 13:8                     |
| 26.09.  | Korea Open Seoul, Südkorea ATP Tour 250 – Hartplatz 28E / 16D – $ 1.117.930 / $ 1.237.570                    | Yoshihito Nishioka                | Denis Shapovalov                             | 6:4, 7:65                |
| 26.09.  | Korea Open Seoul, Südkorea ATP Tour 250 – Hartplatz 28E / 16D – $ 1.117.930 / $ 1.237.570                    | Raven Klaasen Nathaniel Lammons   | Nicolás Barrientos Miguel Ángel Reyes Varela | 6:1, 7:5                 |
| 26.09.  | Sofia Open Sofia, Bulgarien ATP Tour 250 – Hartplatz (Halle) 28E / 16D – € 534.555 / € 597.900               | Marc-Andrea Hüsler                | Holger Rune                                  | 6:4, 7:68                |
| 26.09.  | Sofia Open Sofia, Bulgarien ATP Tour 250 – Hartplatz (Halle) 28E / 16D – € 534.555 / € 597.900               | Rafael Matos David Vega Hernández | Fabian Fallert Oscar Otte                    | 3:6, 7:5, [10:8]         |
| 26.09.  | Tel Aviv Watergen Open Tel Aviv, Israel ATP Tour 250 – Hartplatz (Halle) 28E / 16D – $ 949.475 / $ 1.019.855 | Novak Đoković                     | Marin Čilić                                  | 6:3, 6:4                 |
| 26.09.  | Tel Aviv Watergen Open Tel Aviv, Israel ATP Tour 250 – Hartplatz (Halle) 28E / 16D – $ 949.475 / $ 1.019.855 | Rohan Bopanna Matwé Middelkoop    | Santiago González Andrés Molteni             | 6:2, 6:4                 |

### Oktober
| Datum 1 | Turnier | Sieger                                    | Finalgegner                          | Ergebnis           |
| ------- | --- | ----------------------------------------- | ------------------------------------ | ------------------ |
| 03.10.  | Astana Open Astana, Kasachstan ATP Tour 500 – Hartplatz (Halle) 32E / 16D – $ 1.900.000 / $ 2.054.825                 | Novak Đoković                             | Stefanos Tsitsipas                   | 6:3, 6:4           |
| 03.10.  | Astana Open Astana, Kasachstan ATP Tour 500 – Hartplatz (Halle) 32E / 16D – $ 1.900.000 / $ 2.054.825                 | Nikola Mektić Mate Pavić                  | Adrian Mannarino Fabrice Martin      | 6:4, 6:2           |
| 03.10.  | Rakuten Japan Open Tennis Championships Tokio, Japan ATP Tour 500 – Hartplatz 32E / 16D – $ 1.953.285 / $ 2.108.110   | Taylor Fritz                              | Frances Tiafoe                       | 7:63, 7:62         |
| 03.10.  | Rakuten Japan Open Tennis Championships Tokio, Japan ATP Tour 500 – Hartplatz 32E / 16D – $ 1.953.285 / $ 2.108.110   | Mackenzie McDonald Marcelo Melo           | Rafael Matos David Vega Hernández    | 6:4, 3:6, [10:4]   |
| 10.10.  | UniCredit Firenze Open Florenz, Italien ATP Tour 250 – Hartplatz 28E / 16D – € 612.000 / € 612.000                    | Félix Auger-Aliassime                     | J. J. Wolf                           | 6:4, 6:4           |
| 10.10.  | UniCredit Firenze Open Florenz, Italien ATP Tour 250 – Hartplatz 28E / 16D – € 612.000 / € 612.000                    | Nicolas Mahut Édouard Roger-Vasselin      | Ivan Dodig Austin Krajicek           | 7:64, 6:3          |
| 10.10.  | Gijón Open Gijón, Spanien ATP Tour 250 – Hartplatz (Halle) 28E / 16D – € 612.000 / € 612.000                          | Andrei Rubljow                            | Sebastian Korda                      | 6:2, 6:3           |
| 10.10.  | Gijón Open Gijón, Spanien ATP Tour 250 – Hartplatz (Halle) 28E / 16D – € 612.000 / € 612.000                          | Máximo González Andrés Molteni            | Nathaniel Lammons Jackson Withrow    | 6:76, 7:64, [10:5] |
| 17.10.  | European Open Antwerpen, Belgien ATP Tour 250 – Hartplatz (Halle) 28E / 16D – € 648.130 / € 725.540                   | Félix Auger-Aliassime                     | Sebastian Korda                      | 6:3, 6:4           |
| 17.10.  | European Open Antwerpen, Belgien ATP Tour 250 – Hartplatz (Halle) 28E / 16D – € 648.130 / € 725.540                   | Tallon Griekspoor Botic van de Zandschulp | Rohan Bopanna Matwé Middelkoop       | 3:6, 6:3, [10:5]   |
| 17.10.  | Tennis Napoli Cup Neapel, Italien ATP Tour 250 – Hartplatz 28E / 16D – € 612.000 / € 612.000                          | Lorenzo Musetti                           | Matteo Berrettini                    | 7:65, 6:2          |
| 17.10.  | Tennis Napoli Cup Neapel, Italien ATP Tour 250 – Hartplatz 28E / 16D – € 612.000 / € 612.000                          | Ivan Dodig Austin Krajicek                | Matthew Ebden John Peers             | 6:3, 1:6, [10:8]   |
| 17.10.  | Stockholm Open Stockholm, Schweden ATP Tour 250 – Hartplatz (Halle) 28E / 16D – € 648.130 / € 725.540                 | Holger Rune                               | Stefanos Tsitsipas                   | 6:4, 6:4           |
| 17.10.  | Stockholm Open Stockholm, Schweden ATP Tour 250 – Hartplatz (Halle) 28E / 16D – € 648.130 / € 725.540                 | Marcelo Arévalo Jean-Julien Rojer         | Lloyd Glasspool Harri Heliövaara     | 6:3, 6:3           |
| 24.10.  | Swiss Indoors Basel Basel, Schweiz ATP Tour 500 – Hartplatz (Halle) 32E / 16D – € 2.135.350 / € 2.276.105             | Félix Auger-Aliassime                     | Holger Rune                          | 6:3, 7:5           |
| 24.10.  | Swiss Indoors Basel Basel, Schweiz ATP Tour 500 – Hartplatz (Halle) 32E / 16D – € 2.135.350 / € 2.276.105             | Ivan Dodig Austin Krajicek                | Nicolas Mahut Édouard Roger-Vasselin | 6:4, 7:65          |
| 24.10.  | Erste Bank Open Wien, Österreich ATP Tour 500 – Hartplatz (Halle) 32E / 16D – € 2.349.180 / € 2.489.935               | Daniil Medwedew                           | Denis Shapovalov                     | 4:6, 6:3, 6:2      |
| 24.10.  | Erste Bank Open Wien, Österreich ATP Tour 500 – Hartplatz (Halle) 32E / 16D – € 2.349.180 / € 2.489.935               | Alexander Erler Lucas Miedler             | Santiago González Andrés Molteni     | 6:3, 7:61          |
| 31.10.  | Rolex Paris Masters Paris, Frankreich ATP Tour Masters 1000 – Hartplatz (Halle) 56E / 24D – € 5.415.410 / € 6.008.725 | Holger Rune                               | Novak Đoković                        | 3:6, 6:3, 7:5      |
| 31.10.  | Rolex Paris Masters Paris, Frankreich ATP Tour Masters 1000 – Hartplatz (Halle) 56E / 24D – € 5.415.410 / € 6.008.725 | Wesley Koolhof Neal Skupski               | Ivan Dodig Austin Krajicek           | 7:65, 6:4          |

### November
| Datum 1 | Turnier                                                                                              | Sieger                   | Finalgegner              | Ergebnis           |
| ------- | --- | ------------------------ | ------------------------ | ------------------ |
| 08.11.  | Next Gen ATP Finals Mailand, Italien Next Generation ATP Finals – Hartplatz (Halle) 8E – $ 1.433.175 | Brandon Nakashima        | Jiří Lehečka             | 4:35, 4:36, 4:2    |
| 13.11.  | Nitto ATP Finals Turin, Italien ATP Finals – Hartplatz (Halle) 8E / 8D – $ 14.750.000                | Novak Đoković            | Casper Ruud              | 7:5, 6:3           |
| 13.11.  | Nitto ATP Finals Turin, Italien ATP Finals – Hartplatz (Halle) 8E / 8D – $ 14.750.000                | Rajeev Ram Joe Salisbury | Nikola Mektić Mate Pavić | 7:64, 6:4          |
| 21.11.  | Davis Cup – Finale                                                                                   | Davis Cup – Finale       | Davis Cup – Finale       | Davis Cup – Finale |

### Abgesagte Turniere
Von der COVID-19-Pandemie sind auch 2022 wieder viele ATP-Turniere betroffen. Folgende Turniere wurden deshalb verschoben oder abgesagt.
| Datum 1 | Turnier                                                            | Status                                                                                 |
| ------- | ------------------------------------------------------------------ | -------------------------------------------------------------------------------------- |
| 10.01.  | ASB Classic Auckland, Neuseeland ATP 250 Hartplatz                 | abgesagt                                                                               |
| 19.09.  | Astana Open Astana, Kasachstan ATP 250 Hartplatz (Halle)           | verschoben auf den 3. Oktober und hochgestuft in Kategorie ATP Tour 500 in diesem Jahr |
| 26.09.  | Chengdu Open Chengdu, Volksrepublik China ATP 250 Hartplatz        | abgesagt                                                                               |
| 26.09.  | Zhuhai Championships Zhuhai, Volksrepublik China ATP 250 Hartplatz | abgesagt                                                                               |
| 03.10.  | China Open Peking, Volksrepublik China ATP 500 Hartplatz           | abgesagt                                                                               |
| 10.10.  | Shanghai Masters Shanghai, Volksrepublik China ATP 1000 Hartplatz  | abgesagt                                                                               |
| 17.10.  | VTB Kremlin Cup Moskau, Russland ATP Tour 250 Hartplatz (Halle)    | suspendiert                                                                            |

## Rücktritte
Die folgenden Spieler beendeten 2022 ihre Tenniskarriere:
- Juan Martín del Potro – 9. Februar 2022[5]
- Frederik Nielsen – 25. Januar 2022[6]
- Rogério Dutra da Silva – 17. Februar 2022[7]
- Tommy Robredo – 18. April 2022[8]
- Kevin Anderson – 3. Mai 2022[9]
- Marc López – 4. Mai 2022[10]
- Jo-Wilfried Tsonga – 25. Mai 2022[11]
- Ruben Bemelmans – 21. Juni 2022[12]
- Philipp Kohlschreiber – 22. Juni 2022[13]
- Tobias Kamke – 19. Juli 2022[14]
- Sam Querrey – 30. August 2022[15]
- Bruno Soares – 2. September 2022[16]
- Roger Federer – 23. September 2022[17]
- Jonathan Erlich – 28. September 2022[18]
- Andreas Seppi – 25. Oktober 2022[19]
- Gilles Simon – 3. November 2022[20]
- Oliver Marach – 22. Dezember 2022[21]